# Lezioni private
Lezioni private è un film di genere commedia sexy all'italiana del 1975 diretto da Vittorio De Sisti interpretato da Carroll Baker, Leonora Fani, Femi Benussi, Renzo Montagnani e dal cantante Ron, qui con il suo vero nome Rosalino Cellamare.

## Trama
In una piccola città, uno studente s'invaghisce della propria insegnante di musica e il suo migliore amico usa fotografie compromettenti della donna per ricattarla.

## Storia
Il ruolo di protagonista doveva essere interpretato dall'attore Alessandro Momo, che  morì in un incidente motociclistico alcuni mesi prima dell'inizio delle riprese. Il cantante Ron fu quindi scelto al suo posto, dopo il successo dell'album intitolato Esperienze.

## Produzione

### Riprese
Ambientato in Emilia-Romagna, in realtà fu girato tra Orvieto e Roma.
 
La stazione che si vede nel film è quella dell'Acqua Acetosa ed alcune scene vennero girate a Villa Parisi di Frascati.

## Distribuzione
Distribuito da Indipendenti Regionali il 3 novembre 1975.
Il film, ricordato per le scene di nudo di Femi Benussi, fu censurato e ritirato dalle sale, dove fu proiettato a partire dal mese successivo.
Distribuito in DVD per la Perseo Video (Cecchi Gori) nel formato anamorfico 1.85:1. Audio stereo 2.0. Durata: 87 min.

## Critica
Fu la prima pellicola italiana relativa al tema dell'educazione sessuale e secondo un critico «influenzò come pochi altri l'immaginario collettivo» del Bel Paese.